# Fran Allison
Frances Helen Allison (20 de novembro de 1907 - 13 de junho de 1989) foi uma atriz (comediènne em francês), personalidade e cantora americana de televisão e rádio. Ela é mais conhecida por seu papel principal na semana NBC -TV fantoche show de Kukla, Fran e Ollie , que decorreu entre 1947-57, ocasionalmente voltando para o ar até meados dos anos 1980. O trio também sediou o Festival de Cinema Infantil CBS , a introdução de filmes infantis internacionais, de 1967-77.

## Biografia

### Primeiros anos
Frances Helen Allison nasceu de Jesse Louis (1871 a 1941) Allison e Anna M "Nan" (née Halpin; 1876 a 1957) Allison em La Porte City, Iowa , onde seu pai trabalhou como balconista em uma mercearia até seu derrame em 1913. Eles foram morar com os avós paternos, David Allison, veterano de guerra civil, e Susan, com Booth Allison. A casa deles ainda fica na Sycamore Street, em LaPorte City, IA.
Ela se formou em 1927 no Coe College , onde era membro da Alpha Gamma Delta .  Ela foi professora da quarta série por quatro anos em Schleswig e Pocahontas, Iowa,  antes de iniciar sua carreira de radiodifusora na WMT  em Cedar Rapids, Iowa . (Outra fonte descreve a WMT como " estação de rádio Waterloo WMT".)  Em 1934, Allison estava entre "14 vencedores seccionais no concurso de rádio do Hollywood Hotel ".

### Rádio

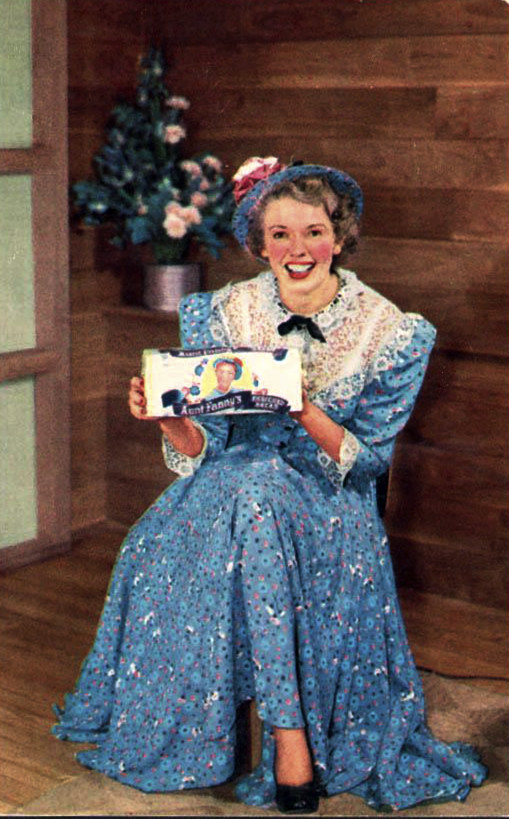
Allison como tia Fanny

Ela se mudou para Chicago, Illinois em 1937, onde foi contratada como cantora e personalidade na Rádio NBC .  Um artigo de jornal de 26 de julho de 1937 relatou: "Fran Allison, cantora do WMT, Waterloo, Ia., Faz sua estréia na rede na matinê do clube WJZ-NBC em 3".
Beginning in 1937, she was a regular performer on The Breakfast Club, a popular Chicago (and NBC) radio show, and was a fixture for 25 years as "Aunt Fanny", a gossipy small-town spinster. Her Aunt Fanny character also appeared on the ABC-TV series, Ozark Jubilee, during the late 1950s. While in Chicago, she was also heard on Those Websters.

### Kukla, Fran e Ollie
Em 1947, o diretor de WBKB-TV em Chicago pediu Burr Tillstrom se ele poderia montar um show de marionetes para as crianças, e ele perguntou Allison,  com quem se encontrou durante a II Guerra Mundial ligação de guerra turnê, para participar do show .  Ela era a única humana a aparecer na série ao vivo, desempenhando o papel de irmã mais velha e voz alegre da razão, enquanto os bonecos, conhecidos como os jogadores kuklapolitanos, se envolviam.

### Outro trabalho de televisão
Sua carreira na televisão continuou após a série inicial de Kukla, Fran e Ollie : no final da década de 1950, ela organizou o The Fran Allison Show, um painel de programa de TV em Chicago; e apareceu em especiais musicais da televisão, incluindo Many Moons (1954), Pinóquio com Mickey Rooney (1957),  Damn Yankees (1967) e Miss Pickerell (1972).
Ela tinha seu próprio programa, The Fran Allison Show, na WGN-TV (1958-1960).  Nos anos 80, ela apresentou o Prime Time , um programa para idosos, na KHJ-TV em Los Angeles.

### Gravações
Allison fez registros para a gravadora RCA Victor . Ela teve dois hits pop menores. Em 1950, sua gravação de " Peter Cottontail " chegou ao 26º lugar na Páscoa de 1950. No ano seguinte, sua gravação de " Too Young " alcançou a posição 20. Nas duas gravações, ela é apoiada por Jack Fascinato , que era o líder da orquestra de Kukla, Fran e Ollie.

### Reconhecimento
Em 1950, Allison recebeu o Emmy como a Personalidade Kinescoped mais destacada .  Em 1959, ela ganhou dois prêmios Emmy de Chicago.  Em 2002, ela foi homenageada pelo Silver Circle do Capítulo Chicago / Centro-Oeste da Academia Nacional de Artes e Ciências da Televisão .
Em 1967, a Universidade Wesleyan de Iowa concedeu a ela um doutorado honorário em letras.

### Vida pessoal
Allison foi casada com a editora de música Archie Levington.  Em seu tempo livre, ela dedicou seus esforços à promoção da saúde mental. Um repórter [ qual? ] escreveu: "Para a saúde mental, ela viajará para qualquer lugar, a qualquer hora".

### Morte
Mais tarde, Allison viveu em Van Nuys, Califórnia . Ela morreu em 13 de junho de 1989, aos 81 anos,  de mielodisplasia em Sherman Oaks, Califórnia ,  e foi enterrada no cemitério Mount Calvary, em Cedar Rapids, Iowa . Ela deixou um irmão, saxofonista, Lynn.

## Legado
Por contribuições à indústria da televisão, Allison foi homenageada com uma estrela na Calçada da Fama de Hollywood, no 6763 Hollywood Boulevard .  Ela foi introduzida no Círculo de Prata da Academia de Televisão de Chicago em 2002.
Ela apareceu com os bonecos Kukla e Ollie em um selo comemorativo de 44 ¢ EUA na série "Early TV Memories", emitida em 11 de agosto de 2009.